# Хацкевич Харитон Аронович
Харитон Аронович Хацкевич (1898, місто Ахалцихе, тепер Грузія — загинув 30 травня 1933, місто Тифліс, тепер Тбілісі, Грузія) — радянський партійний та комсомольський діяч, секретар ЦК КП(б) Грузії із транспорту. Член Закавказького ЦВК, член Грузинського ЦВК.

## Біографія
Народився в родині робітника. Навчався в Олександрівському училищі в місті Тифлісі. Був членом нелегальної молодіжної комсомольської організації «Спартак».
Член РКП(б) з січня 1919 року.
За активну роботу в нелегальних комуністичних організаціях, був заарештований, сидів у в'язниці, а потім був висланий за межі Грузинської Демократичної Республіки.
З кінця 1919 до 1921 року служив у політичному відділі 20-ї дивізії Червоної армії в місті Гянджі (Азербайджанська СРР), брав участь у придушенні гянджинського антирадянського повстання.
У 1921—1922 роках — відповідальний секретар Гянджинського повітового комітету комсомолу (КСМ) Азербайджану; відповідальний секретар Тифліського комітету КСМ Грузії; секретар Закавказького крайового комітету РКСМ.
З 1922 по 1927 рік — на відповідальній партійній роботі в III-му та IV-му районних комітетах КП(б) Грузії міста Тифліса; в Тифліському комітеті КП(б) Грузії; в ЦК КП(б) Грузії.
У 1927—1930 роках — слухач курсів марксизму та ленінізму Комуністичної академії при ЦК ВКП(б).
У 1930—1931 роках — завідувач організаційно-інструкторського відділу Кримського обласного комітету ВКП(б). 
У 1931—1932 роках — заступник завідувача організаційного відділу Московського обласного комітету ВКП(б); завідувач організаційного відділу Тверського міського комітету ВКП(б) Московської області.
У червні 1932 — 30 травня 1933 року — секретар ЦК КП(б) Грузії із транспорту.
Загинув 30 травня 1933 року. Похований 31 травня 1933 року в місті Тифлісі (Тбілісі).